# ARN trưởng thành

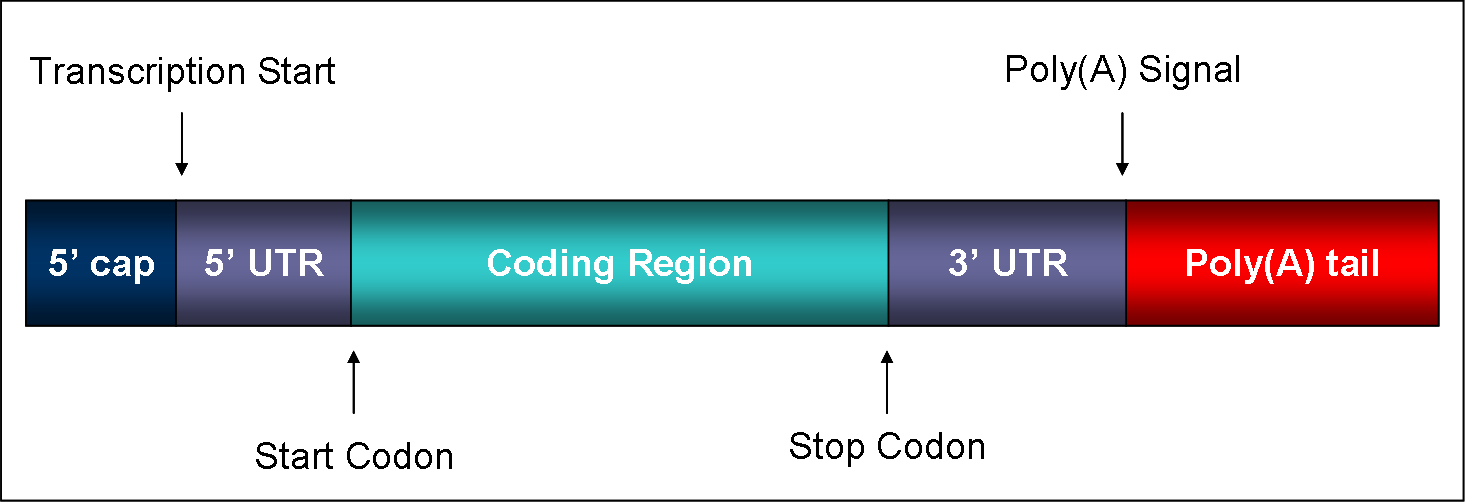
Một phân tử mRNA trưởng thành đã được xử lý đầy đủ sẽ gồm "mũ" 5'CAP, vùng 5' UTR, vùng mã hóa, vùng 3'UTR và đuôi pôlyA.

Ở sinh vật nhân thực, RNA trưởng thành (mature RNA) là phân tử RNA sơ khai (primary transcript) đã qua giai đoạn xử lý đầy đủ ngay sau khi được tổng hợp từ gen, để tạo thành phân tử RNA có thể thực hiện chức năng sinh học của nó trong tế bào của sinh vật nhân thực. Tuy các nhà khoa học đã phát hiện quá trình xử lý ở cả mRNA, tRNA, rRNA và một số loại RNA khác nữa, nhưng thuật ngữ "RNA trưởng thành" lại thường chỉ dùng cho các bản khuôn trực tiếp để dịch mã, tức là chỉ dùng riêng cho RNA thông tin trưởng thành (Mature messenger RNA), dù cho nhóm này chỉ chiếm khoảng 2 - 5 % bộ gen, còn hơn 90% được coi là RNA không mã hóa (kí hiệu ncRNA, viết tắt của "non-coding RNA"). Những ncRNA này cũng có thể chứa êxôn (mang mã di truyền) nên cũng cần xử lý.

## Cơ chế

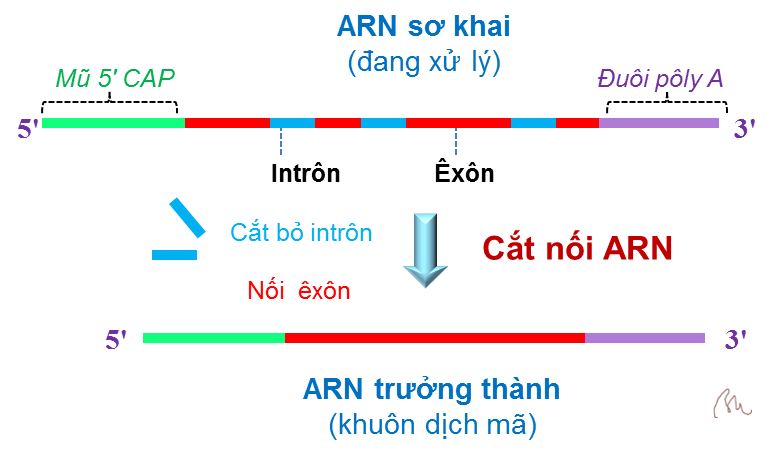
Sơ đồ cắt nối RNA sơ khai tạo nên RNA trưởng thành

Quá trình tổng hợp RNA từ gen được gọi là phiên mã. Sự phiên mã từ gen cấu trúc (gen mã hóa protein) của sinh vật nhân sơ và sinh vật thực có khác nhau nhiều điểm, trong đó, liên quan đến vấn đề này là:
- Ở sinh vật nhân sơ, bản mã phiên (là mRNA) được tế bào sử dụng ngay làm khuôn để tổng hợp ra protein, vì gen không phân mảnh.
- Ở sinh vật nhân thực, vì gen phân mảnh, nên bản mã phiên là mRNA có cả intron và exon của gen, được gọi là mRNA sơ khai hay tiền mRNA, không được tế bào sử dụng ngay làm khuôn do có các trình tự nucleotide không mã hóa - hoàn toàn thừa cho dịch mã ra protein.
- Do đó, sau khi tế bào nhân thực tạo ra mRNA sơ khai, thì phân tử này phải trải qua quá trình "chế biến": cắt bỏ các intron loại ra ngoài, rồi nối các exon có mã lại với nhau. Sự chế biến như thế gọi là cắt nối RNA, và sau khi qua công đoạn "chế biến" này, thì mRNA sơ khai biến thành mRNA trưởng thành, làm khuôn cho dịch mã.